# Andi Eystad
Andrea Marie Eystad (* 15. Mai 1982 in Los Angeles, Kalifornien, USA) ist eine US-amerikanische Schauspielerin.
Eystad begann ihre Schauspielkarriere mit einem Gastauftritt in Hör mal, wer da hämmert. Ihre erste größere Rolle spielte sie in der Jugendserie Bailey Kipper's P.O.V., in der sie die ältere Schwester der Hauptperson Bailey Kipper, Robin Kipper, verkörperte. Des Weiteren hatte sie 2000 eine Statistenrolle als Mädchen auf dem Ball in Was Frauen wollen und spielte außerdem in der 2. Staffel von Undressed – Wer mit wem? Rebecca. Ihre letzte große Hauptrolle hatte Eystad in der kurzlebigen Fernsehserie American High – Hier steigt die Party! inne, wo sie an der Seite von Adam Brody Lisa Holiday verkörpert. Zudem war sie in vielen bekannten Fernsehserien in Gastauftritten zu sehen, so u. a. in Cold Case – Kein Opfer ist je vergessen, Medium – Nichts bleibt verborgen und Dr. House. Ihre letzte Filmrolle hatte sie im 2004er-Streifen Paparazzi, in dem sie Sierra verkörperte.

## Filmografie
- 1997: Bailey Kipper's P.O.V.
- 1998: The Legend of Cryin’ Ryan
- 1999: Family Rules
- 2000: Was Frauen wollen (What Women Want)
- 2000: Undressed – Wer mit wem? (MTV's Undressed, 2. Staffel)
- 2001: Crawlers (They Crawl)
- 2001: Knight Club
- 2001: American High – Hier steigt die Party! (The Sausage Factory)
- 2004: Paparazzi

### Gastauftritte
- 1996: Hör mal, wer da hämmert (Home Improvement), Folge 5.20
- 1999: Party of Five, Folgen 5.13 und 5.23
- 2001: Diagnose: Mord (Diagnosis Murder), Folge 8.11
- 2003: Meine wilden Töchter (8 Simple Rules... for Dating My Teenage Daughter), Folge 1.18
- 2005: Cold Case – Kein Opfer ist je vergessen (Cold Case), Folge 2.17 („Schadenfreude“)
- 2005: Dr. House (House M.D.), Folge 1.21
- 2005: Medium – Nichts bleibt verborgen (Medium), Folge 2.1
- 2006: Justice – Nicht schuldig, Folge 1.04